# تپه گول کرد۱
تپه گول کرد۱ مربوط به هزاره ۵ قبل از میلاد است و در شهرستان نقده، بخش محمد یار، دهستان المهدی، روستای گل کرد واقع شده و این اثر در تاریخ ۷ خرداد ۱۳۸۷ با شمارهٔ ثبت ۲۲۹۰۳ به‌عنوان یکی از آثار ملی ایران به ثبت رسیده است.